# Realpreis
Der Realpreis von Waren ist ein Begriff der klassischen Arbeitswerttheorie Adam Smiths (1723–1790).
Ausgangspunkt war die Frage der klassischen Ökonomie, nach welchen Mechanismen sich Preise und Werte der Waren bestimmen. Offenkundig entsprach der Marktpreis einer Ware nicht dem aus ihr zu ziehenden Nutzen, dem Gebrauchswert. Smith nannte das Beispiel eines Diamanten, der ungleich teurer ist als die gleiche Menge Trinkwasser, aber nicht so nützlich wie dieses (klassisches Wertparadoxon).
Smith versuchte, einen von schwankenden Marktpreisen unabhängigen, „realen“ Wert jeder beliebigen Ware zu definieren. Die Tradition, den Wert aller Produkte in Form des Tauschwertes in Edelmetall auszudrücken, war durch stark gesunkene Gold- und Silberpreise fragwürdig geworden. Smith sah nun die menschliche Arbeit als Grundlage jeden Warenwerts. Sein Realpreis entsprach der Menge der zur Herstellung einer Ware erforderlichen Arbeit, bzw. der vom Arbeitenden geopferten Bequemlichkeit. 
Da die mit der Arbeit verbundene Mühe den wirklichen Preis für die Erlangung eines Dinges ausmacht, wird es nicht gegen etwas getauscht, dessen Erlangung weniger Mühe verursacht (Smith 1776, Der Wohlstand der Nationen).
David Ricardo übernahm diese Theorie und beschrieb die Verteilung des Arbeitswertes auf die Beteiligten in Form von Löhnen und Profit. Karl Marx schließlich untersuchte die Mechanismen, die es einzelnen ermöglichen, Werte zu akkumulieren, ohne selbst konkrete Arbeit zu leisten, alle anderen aber daran hindern. Seine Theorie beschäftigt sich eingehend mit der Verwandlung von Arbeitsleistung in Tauschwert, in abstrakte Arbeit.